# Karl Körner (Politiker)
Johann Phillip Karl Christian Körner (* 16. Juli 1832 in Wehen; † 6. November 1914 in Idstein) war ein preußischer Landwirt, Beamter und Politiker.

## Leben
Karl Körner studierte von 1848 bis 1850 Landwirtschaft in Wiesbaden und erhielt bis 1853 eine praktische landwirtschaftliche Ausbildung. 1854 übernahm er einen eigenen Hof in Wehen. In Wehen war er von 1861 bis 1877 Posthalter, später auch Standesbeamter, ab 1876 zusätzlich Bürgermeister und Amtsbezirksrat. Von 1879 bis 1888 war er Mitglied des Preußischen Abgeordnetenhauses, zunächst für die Deutsche Fortschrittspartei und dann für deren Nachfolger, die Deutsche Freisinnige Partei. Er vertrat als Abgeordneter den Wahlkreis Wiesbaden 5 (Untertaunuskreis).
Am 17. August 1885 gewann Körner als Kandidat der Freisinnigen eine Ersatzwahl im Reichstagswahlkreis Regierungsbezirk Wiesbaden 1 (Obertaunus - Höchst - Usingen). Er gehörte dem Reichstag bis zum Ende der Legislaturperiode im Jahre 1887 an.